# Seven Days: Monday – Thursday
Seven Days: Monday – Thursday, též Sebundeizu MONDAY → THURSDAY je japonský hraný film z roku 2015, který režíroval Kenji Yokoi. Jedná se o první část příběhu o vztahu dvou středoškoláků, o jehož pokračování pojednává film Seven Days: Friday – Sunday. Film byl natočen podle komiksu.

## Děj
Seryou Touji je velmi oblíbený student, který má zvyk, že chodí s každou dívkou, která ho v pondělí osloví jako první a na konci týdne se s ní zase rozejde. Shino Yuzuru zkusí jen tak z legrace, jestli se toto pravidlo vztahuje i na kluky, protože se právě rozešel se svou dívkou. A tak když se v pondělí ráno náhodně potkají u školy, zeptá se ho, jestli s ním bude Seryou chodit. Znají se jen zběžně z lukostřeleckého oddílu. Seryou však souhlasí a vymění si telefonní čísla. Seryou cítí, že tentokrát je to jiné, než když chodil s dívkou a rád by, aby jejich vztah po týdnu neskončil. Ale zdá se, že Shino bere jejich vztah jako hru na jeden týden. V úterý spolu jdou na první rande. Ve středu se poprvé políbí. Ve čtvrtek má Seryou strach, že Shino bude odtažitý, ale jejich vztah pokračuje dál. Shino má náhle strach, že ho Seryou po týdnu opustí a nebude se s ním už bavit. Ani jeden z nich nemá odvahu říct druhému, jaké jsou jeho skutečné city.